# Egon von Fürstenberg (Modedesigner)

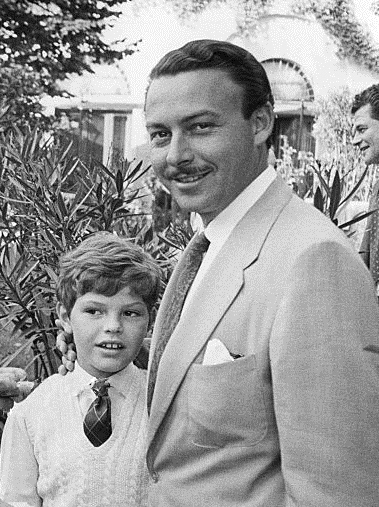
Egon Fürstenberg (links) mit seinem Schwager Alfonso zu Hohenlohe-Langenburg (1955)

Eduard Egon Peter Paul Giovanni Fürstenberg (* 29. Juni 1946 in Lausanne, Schweiz; † 11. Juni 2004 in Rom, Italien) war ein Schweizer Modedesigner. Er stammt aus dem Fürstenhaus Fürstenberg.

## Familie
Egon Fürstenberg ist das mittlere von drei Kindern von Tassilo Fürstenberg und dessen Ehefrau Claire Jeanne Agnelli (1920–2016), einer Schwester der ehemaligen Fiat-Chefs Giovanni und Umberto Agnelli. Seine Geschwister sind Ira von Fürstenberg (1940–2024) und Sebastian Fürstenberg (* 1950).

## Leben
Nach seinem Wirtschaftsstudium in der Schweiz siedelte Fürstenberg nach New York über, wo er seine Leidenschaft für die Mode entdeckte. Der Designer lernte am Fashion Institute of Technology (FIT) bzw. der Parson's School of Design.
Am 16. Juli 1969 heiratete Fürstenberg Diane Simone Michelle Halfin in Montfort-l’Amaury im Département Yvelines in Frankreich, die unter dem Namen Diane von Fürstenberg ebenfalls eine bekannte Modedesignerin wurde. Aus dieser Ehe gingen die beiden Kinder Alexandre Egon (* 1970) und Tatiana (* 1971) hervor. Das Paar trennte sich bereits 1972 und wurde 1983 geschieden. Diane von Fürstenberg heiratete im Jahre 2001 den Medienmogul Barry Diller.
Ab 1975 war Fürstenberg als Modemacher tätig, er brachte eine eigene Kollektion von Hemden und Pullover heraus. Anfangs arbeitete er als Einkäufer für Macy’s, eines der größten Kaufhäuser der Welt, und entwarf Frauenmode in Übergrößen. Später erweiterte er seine Kollektion auf alle Modebereiche. Fürstenberg entwarf neben Maßkonfektion auch Stangenware. Im Jahre 1991 nahm er erstmals mit einer eigenen Schau an den Alta-Moda-Tagen in Rom teil.
1983 heiratete Egon von Fürstenberg seine zweite Frau Lynn Marshall. Im Jahr 2000, während des Gay Pride in Rom, bekannte sich Fürstenberg in einem Interview mit La Repubblica offen zu seiner Bisexualität; er habe fünfzehn Jahre lang eine Beziehung mit dem Quebecer Journalisten Michel Girouard gehabt. Fürstenberg, der auch als „Prinz der Haute Couture“ bekannt wurde, starb 2004 überraschend im römischen Spallanzani-Krankenhaus und wurde nur 57 Jahre alt. Er wurde im Familiengrab in Strobl beigesetzt.